# Cireres (Durancamps)
Cireres és una pintura a l'oli sobre tela de Rafael Durancamps i Folguera dipositada a la Fundació Durancamps-Casas (Barcelona), la qual fou pintada l'any 1937.

## Context històric i artístic
Nascut l'any 1891 en un Sabadell en ple desenvolupament industrial -un ambient poc adient per a les arts-, hagué de lluitar contra la voluntat dels seus pares per a dedicar-se a la pintura, però comptà amb l'amistat de Joan Vila i Cinca i de Joaquim Mir, que l'aconsellaren en el que va ésser una formació autodidàctica. A Madrid, ciutat on va viure, el va atreure intensament la pintura del Barroc (Francisco de Zurbarán, Diego Velázquez, Juan de Valdés Leal) i, més endavant, el 1927, el desig de conèixer l'obra dels impressionistes el va fer viatjar a París.
Va residir a la capital francesa quinze anys, però tornant a Cadaqués tots els estius. El seu treball tenaç en l'anàlisi de la llum i del color finalment li obrí el camí i el consagrà com a artista admirat i reconegut. La Segona Guerra Mundial, però, va interrompre la carrera ascendent de Durancamps i el va obligar a tornar a Barcelona l'any 1941. La seua perseverança en l'esforç per atrapar l'essència de la natura, el va portar a una execució minuciosa de paisatges de Castella pels quals sentia una gran atracció, correbous en pobles castellans i natures mortes que recorden la sòbria bellesa de Zurbarán. La seua casa taller a Barcelona, oberta al públic, amb els seus mobles, llibres i estris de pintura, ajuda a conèixer l'artista i el seu món privat.

## Descripció
Cireres és una de les seues natures mortes característiques per l'obsessiva netedat d'execució, sota la influència de l'esperit de Zurbarán, de Sánchez Cotán i dels mestres del Barroc, com certifiquen la transparència del vidre i aquest mànec del ganivet que sorgeix de la vora de la taula avançant audaçment vers la mirada de l'espectador.